# Horacio San Martín
Horacio San Martín (Formosa, 15 febbraio 1982) è un ex rugbista a 15 ed ex rugbista a 7 argentino, in carriera attivo nel ruolo di tre quarti centro e internazionale per l'Argentina in entrambe le discipline.

## Biografia
Horacio nasce a Formosa, in Argentina.
Nel 2008-09 arrivò in Italia ingaggiato dall'Amatori Catania in Super 10. Al termine dell'esperienza italiana fece ritorno in Patria; nel 2010 fece parte della franchigia del Pampas XV impegnata in Vodacom Cup.
Nel 2011 giocò la seconda parte della stagione con gli Aironi, firmando per il Périgueux in Pro D2 la stagione successiva. Dal 2012 al 2018 disputò sette stagioni al Nevers in Fédérale 1 e Pro D2.

### Carriera internazionale
Già Nazionale Under-21 e Nazionale a 7 impegnata nel circuito internazionale delle World Sevens Series, il 9 maggio 2005, a Buenos Aires, esordì a livello internazionale con la maglia dei Pumas nel match contro il Cile valido per il campionato sudamericano.
Nel 2009 fece parte del gruppo di giocatori selezionato per il tour dell'Argentina in Europa nel mese di novembre, giocando i test match contro Scozia e Galles.

## Palmarès

### Rugby a 15
- Campionati sudamericani: 1
Argentina: 2005

### Rugby a 7
- USA Sevens: 1
Argentina: 2009